# Xu Jiayu (Tennisspielerin)
Xu Jiayu (chinesisch 徐嘉余, Pinyin Xu Jiayu; * 18. März 2003) ist eine chinesische Tennisspielerin.

## Karriere
Xu Jiayu spielt überwiegend Turniere auf der ITF Women’s World Tennis Tour, bei der sie bislang einen Titel im Doppel gewonnen hat.

## Turniersiege

### Doppel
| Nr. | Datum        | Turnier  | Kategorie | Belag     | Partnerin     | Finalgegnerinnen          | Ergebnis  |
| --- | ------------ | -------- | --------- | --------- | ------------- | ------------------------- | --------- |
| 1.  | 1. Juni 2024 | Monastir | ITF W15   | Hartplatz | Xiao Zhenghua | Zeel Desai Naima Karamoko | 7:67, 7:5 |